# محافظة مالي
مالي هي محافظة تقع في إقليم لابي في غينيا وعاصمتها هي مالي . تبلغ مساحة المحافظة 9790 كيلومتر مربع ويقدر عدد سكانها بـ 246 000 نسمة.

## المحافظات الفرعية
تنقسم المحافظة إدارياً إلى 13 محافظة فرعية :
1. مالي مركز
2. بالاكي
3. دنغول سيغون
4. دوغونتوني
5. فوغو
6. غياه
7. هيداياتو
8. ليبيكير
9. مدينة وورا
10. سلمباندي
11. تيلري
12. توبا
13. يمبيرينغ